# Xot de Cuba
El xot de Cuba (Margarobyas lawrencii) és un ocell de la família dels estrígids (Strigidae) i única espècie del gènere Margarobyas. Habita boscos, matolls i coves de Cuba i l'illa de la Juventud. El seu estat de conservació es considera de risc mínim.
Antany era classificat amb el nom de Gymnoglaux lawrenci però va ser reanomenat per l'American Ornithological Society en 2013